# Anne Aanestad Winter
Anne Aanestad Winter er en norsk håndboldspiller. Hun spillede 55 kampe og scorede 63 mål for Norges håndboldlandshold mellem 1974 og 1977. Hun deltog også under VM 1975 hvor holdet kom på en 8.-plads.